# Бреннер, Ханнелоре
Ханнелоре Бреннер (родилась 21 июня 1963 года, Люнебург) — немецкая спортсменка-паралимпиец по конной выездке.

## Биография
Бреннер родилась 21 июня 1963 года в Люнебурге. С 12 лет увлекалась верховой ездой, пока травма при падении с лошади не приковала её к постели и не привела к повреждению спинного мозга и параличу.
Несмотря на травмы, Бреннер вернулась к тренировкам по выездке на лошадях. На афинской Паралимпиаде она завоевала серебряную медаль в индивидуальном Фристайле (танцы на лошадях).
В 2008 году в Пекине она завоевала золотую медаль в личных соревнованиях по выездке, а также серебряную медаль в командных соревнованиях.
В 2010 году на чемпионате мира она снова завоевала золото в личном соревновании по выездке.
На Паралимпиаде в Лондоне в 2012 году она завоевала две золотые медали и командное серебро.
В течение многих лет выступала на Ганноверской лошади (сильнейшая верховая порода). В 2014 году была знаменосцем немецкого флага на церемонии открытия Всемирных конных игр FEI.

## Спортивные достижения
- 1999: Чемпион мира;
- 2000: 4 — й и 8 — е место на Паралимпийских играх в Сиднее;
- 2002: Дважды чемпион Европы и командное серебро, чемпион Германии;
- 2003: Двойной Всемирный серебряный призёр и командное серебро, чемпион Германии;
- 2004: Серебряная медаль и командное серебро в Афинах на Паралимпийских играх, чемпион Германии;
- 2005: Чемпион Европы, вице-чемпион Европы и командное серебро, чемпион Германии;
- 2006: Чемпион Германии;
- 2007: Двойной Всемирный серебряный призёр и командное серебро, чемпион Германии;
- 2008: Две золотые медали и командное серебро в Гонконге на Паралимпийских играх, чемпион Германии;
- 2009: Дважды чемпион Европы и серебро в составе команды;
- 2010: Двойной чемпион мира и командное серебро Всемирных конных игр 2010 года, чемпион Германии;
- 2011: Чемпион Европы, вице — чемпион Европы и командная бронза, чемпион Германии;
- 2012: Две золотые медали на лондонской Паралимпиаде, чемпион Германии.